# Příběh vojáka (film, 1984)
Příběh vojáka (v anglickém originále A Soldier's Story) je americký dramatický film z roku 1984. Režisérem filmu je Norman Jewison. Hlavní role ve filmu ztvárnili Howard E. Rollins, Jr., Adolph Caesar, Art Evans, David Alan Grier a David Harris.

## Děj
V roce 1944 během druhé světové války je Vernon Waters, rotmistr v rotě černošských vojáků, zastřelen pistolí ráže 45 před Fort Neal, segregovanou armádní základnou v Louisianě. Kapitán Richard Davenport, černošský důstojník ze Sboru generálního prokurátora, je proti vůli velícího důstojníka plukovníka Nivense vyslán k vyšetřování. Většina lidí předpokládá, že Waterse zabil místní Ku-klux-klan, ale ostatní o tom pochybují.
Nivens dává Davenportovi tři dny na provedení vyšetřování. Dokonce i kapitán Taylor, jediný bělošský důstojník, který je pro úplné vyšetřování, je nespolupracující a povýšený, protože se obává, že černošský důstojník bude mít malý úspěch. Zatímco někteří černošští vojáci jsou hrdí na to, že jeden z nich nosí kapitánskou pásku, jiní jsou nedůvěřiví a vyhýbaví.
Davenport se dozvídá, že Watersova rota byla oficiálně součástí 221. praporu chemických generátorů kouře. Ačkoli jsou dychtiví sloužit své zemi, jsou jim přidělovány podřadné práce z úcty k jejich bílým kolegům. Většina z nich jsou bývalí hráči černošské baseballové ligy, seskupení jako jednotka, která hraje míč s Watersem jako manažerem. Jejich úspěchy proti bílým vojákům jim zajišťují značnou popularitu a mluví se o exhibičním zápase proti newyorským Yankees.
James Wilkie, Watersův kolega seržant degradovaný za opilost ve službě, zpočátku popisuje Waterse jako přísného disciplinátora, ale také jako spravedlivého, dobromyslného poddůstojníka, který dobře vycházel s muži, zejména s veselým a oblíbeným C. J. Memphisem. Davenport odhaluje Watersovu skutečnou tyranskou povahu a jeho odpor k černošským spolubojovníkům, zejména těm z jižanského venkova.
Vojín Peterson prozrazuje, že se postavil Watersovi, když po vítězném zápase vynadal mužstvu. Waters vyzval Petersona na souboj a zle ho zmlátil. Při rozhovorech s ostatními vojáky se Davenport dozvídá, že Waters obvinil C.J. z vraždy bílého poslance poté, co při prohlídce provedené Wilkiem byla pod C.J. lůžkem nalezena nedávno vybitá pistole. Waters vyprovokoval C.J. k tomu, aby ho udeřil, načež bylo obvinění z držení zbraně zrušeno a C.J. byl obviněn z útoku na nadřízeného důstojníka.
Když C.J. ve vězení navštíví jeho nejlepší přítel desátník Cobb, trpí C.J. silnou klaustrofobií a vypráví Cobbovi o návštěvě Waterse, který přiznal, že to na něj Waters ušil. Davenport se od Cobba dozvídá, že se C.J., který čekal na soud, oběsil. Na protest četa úmyslně prohrála poslední zápas sezony a Waters byl sebevraždou otřesen. Taylor tým rozpustil a hráči byli přiděleni k 221. pluku.
Davenport se dozvídá, že bílí důstojníci kapitán Wilcox a poručík Byrd se s Watersem krátce před jeho smrtí pohádali. Oba důstojníci přiznávají, že Waterse napadli, když se jim postavil v opilecké tirádě, ale popírají, že by ho zabili, protože jim nebyla vydána munice ráže 45. Všichni důstojníci se přiznávají, že Waterse napadli. Přestože je Taylor přesvědčen, že Wilcox a Byrd lžou, Davenport je propustí.
Vojíni Peterson a Smalls dezertovali a Davenport donutil Wilkieho, aby přiznal, že na Watersův rozkaz nastražil zbraň pod kavalec CJ. Waters Wilkiemu prozradil svůj zvnitřněný rasismus a prozradil, že za první světové války pomáhal lynčovat černošského vojáka, který se choval k francouzským civilistům jako strýček Tom. Před výpady obětí lynče s nimi některé bílé Francouzky ochotně chodily na rande. Davenport se ptá, proč se Waters nezaměřil na Petersona kvůli jejich boji, a Wilkie vysvětluje, že Waters měl Petersona rád a vážil si ho, protože Peterson se postavil sám za sebe. Davenport nechá Wilkieho zatknout právě ve chvíli, kdy začíná improvizovaná oslava, protože četa má být odeslána do boje v zámoří.
Davenport si uvědomí, že Peterson a Smalls měli v noc Watersovy vraždy strážní službu, a tudíž dostali do svých pistolí náboje ráže .45, a vyslýchá Smallse, kterého nalezli policisté. Smalls se přizná, že Peterson zabil seržanta Waterse jako pomstu za smrt C.J.. Peterson, který je zajat a přiveden do výslechové místnosti, se k vraždě přizná: "Moc jsem toho nezabil. Některých věcí je třeba se zbavit", na což Davenport opáčí: "Kdo vám dal právo soudit, kdo je vhodný být černochem?".
Taylor Davenportovi blahopřeje a přiznává, že si bude muset zvyknout na to, že velí černoši. Davenport Taylora ujišťuje, že si zvykne – "Na to si můžeš vsadit prdel," dodává, zatímco četa pochoduje v rámci příprav na nasazení na evropském válčišti.

## Obsazení
| Howard E. Rollins, Jr. | kapitán Davenport |
| Adolph Caesar          | seržant Waters    |
| Art Evans              | vojín Wilkie      |
| David Alan Grier       | kapitán Cobb      |
| David Harris           | vojín Smalls      |
| Dennis Lipscomb        | kapitán Taylor    |
| Larry Riley            | C. J. Memphis     |
| Robert Townsend        | kapitán Ellis     |
| Denzel Washington      | Peterson          |

## Ocenění
Adolph Caesar byl za svou roli v tomto filmu nominován na Oscara a Zlatý glóbus. Na stejná ocenění byl nominován za scénář k filmu Charles Fuller a film byl na stejná ocenění nominován v kategoriích nejlepší snímek (u Zlatého glóbusu v kategorii nejlepší snímek – drama).